# Invariància de difeomorfisme
En física teòrica, la invariància de difeomorfisme o restricció de difeomorfisme indica les restriccions imposades per tal de satisfer la simetria de difeomorfisme caracteritzant tota teoria invariant sota transformacions de coordenades arbitràries. És una propietat important, en particular, de la relativitat general.
Les equacions de moviment de la teoria són derivades generalment del requisit que l'acció sigui estacionària. Hi ha variacions especials que són equivalents als difeomorfismes espacials. La invariància de l'acció sota aquestes variacions implica equacions de moviment no dinàmiques, és a dir, restriccions. Aquestes equacions s'han de complir o, almenys, han d'anihilar els estats físics en tota versió quàntica de la teoria (gravetat quàntica).